# 1696 en santé et médecine
| Années de la santé et de la médecine : 1693 - 1694 - 1695 - 1696 - 1697 - 1698 - 1699    |
| Décennies de la santé et de la médecine : 1660 - 1670 - 1680 - 1690 - 1700 - 1710 - 1720 |

Cet article présente les faits marquants de l'année 1696 en santé et médecine.

## Publications
- Ole Borch (1626-1690): Conspectus chemicorum scriptorum, œuvre posthume[1].

## Décès
- 24 mars : Madame de Miramion (née en 1629), aristocrate et religieuse française, connue pour avoir participé à soulager la misère sanitaire de son temps[2].